# Christian Ernst Bernhard Morgenstern
Pour les articles homonymes, voir Morgenstern.
Christian Ernst Bernhard Morgenstern, né le 29 septembre 1805 à Hambourg, et mort le 27 février 1867 à Munich, est un peintre paysagiste allemand. Il est considéré comme l'un des pionniers du début de réalisme dans la peinture en Allemagne. Il acquiert cette réputation à Hambourg en 1826-1829 avec son contemporain Adolph Friedrich Vollmer, alors qu'ils sont encore tous deux étudiants ;  à partir de 1830, Christian Ernst Bernhard Morgenstern, en collaboration avec Friedrich Wasmann, Johan Christian Dahl et Adolph Menzel, introduit la peinture réaliste à Munich.

## Biographie
Christian Morgenstern naît le 29 septembre 1805 à Hambourg.
Il est l'un des six enfants d'un peintre de miniatures, Johann Heinrich Morgenstern (1769-1813). Après la mort précoce de son père, il est placé comme apprenti dans l'atelier graphique des frères Suhr (de). Cornelius Suhr emmène le jeune Christian Ernst Bernhard comme domestique pour un voyage de deux ans à travers l'Allemagne afin de faire connaître les tirages panoramiques produits par les frères Suhr. En 1822, un autre long voyage les conduit à Saint-Pétersbourg, où ils séjournent pendant un an, puis à Moscou. À leur retour à Hambourg, Christian Ernst Bernhard Morgenstern réussit à quitter Suhr (Vollmer prend sa place).
Il devient l'élève du peintre hambourgeois Siegfried Bendixen chez qui il séjourne de 1824 à 1827, puis poursuit ses études à l'Académie royale des beaux-arts du Danemark de Copenhague (1827-1828) et entreprend des voyages d'étude en Suède et en Norvège. Siegfried Bendixen le présente au riche aristocrate et défenseur des arts, Carl Friedrich von Rumohr, mécène de nombreux jeunes artistes hambourgeois, dans la propriété duquel il passe plusieurs étés dans le Holstein.
En 1830, Christian Ernst Bernhard Morgenstern se rend à Munich sur les conseils de Ruhmor. Il s'y installe définitivement tout en entreprenant chaque année de vastes voyages d'étude : les premières années en Bavière, puis à l'été 1836 et les étés suivants en Alsace comme invité d'un mécène.
L'hiver 1839/40, il retourne à Hambourg chez sa mère. En 1841, il visite Venise et Trieste avec le paysagiste Eduard Schleich l'Ancien et en 1843, puis en 1846, les Alpes centrales. Durant l'été 1850, il séjourne à Heligoland. À partir de 1853, Christian Ernst Bernhard Morgenstern passe les étés dans la colonie d'artistes de Dachau avec sa famille et ses amis, et à partir de 1860, souvent au bord du Chiemsee et du lac de Starnberg.
En 1844, il épouse Louise von Lüneschloß (1804–1874), fille adoptive du peintre Carlo Restallino. Leur fils Carl Ernst Morgenstern (1847-1928) est devient également peintre paysagiste. Il est le père du célèbre écrivain et poète Christian Morgenstern (1871-1914).
Christian Ernst Bernhard Morgenstern meurt le 27 février 1867 à Munich.

## Importance
Christian Ernst Bernhard Morgenstern était très apprécié de son vivant. Vu d'aujourd'hui, son importance réside principalement dans ses premiers travaux réalistes. Lorsque Carl Rottmann est revenu de Grèce en 1835, ils sont devenus des amis proches et durables. On dit que les deux artistes se sont mutuellement influencés. L'historien de l'art Paul F. Schmidt considère que l'influence de Rottman a nui à l'œuvre de Morgenstern. En 1931, Schmidt écrivait (paraphrasé) : Aussi important que Morgenstern ait été vers 1830 en Allemagne pour le développement d'un pré-impressionnisme indépendant, par l'influence du style romantique tardif de Rottmann et du groupe de Düsseldorf, son œuvre s'est de plus en plus conformée au goût contemporain pour un romantisme exagéré qui tend à la déception émotionnelle.

## Galerie

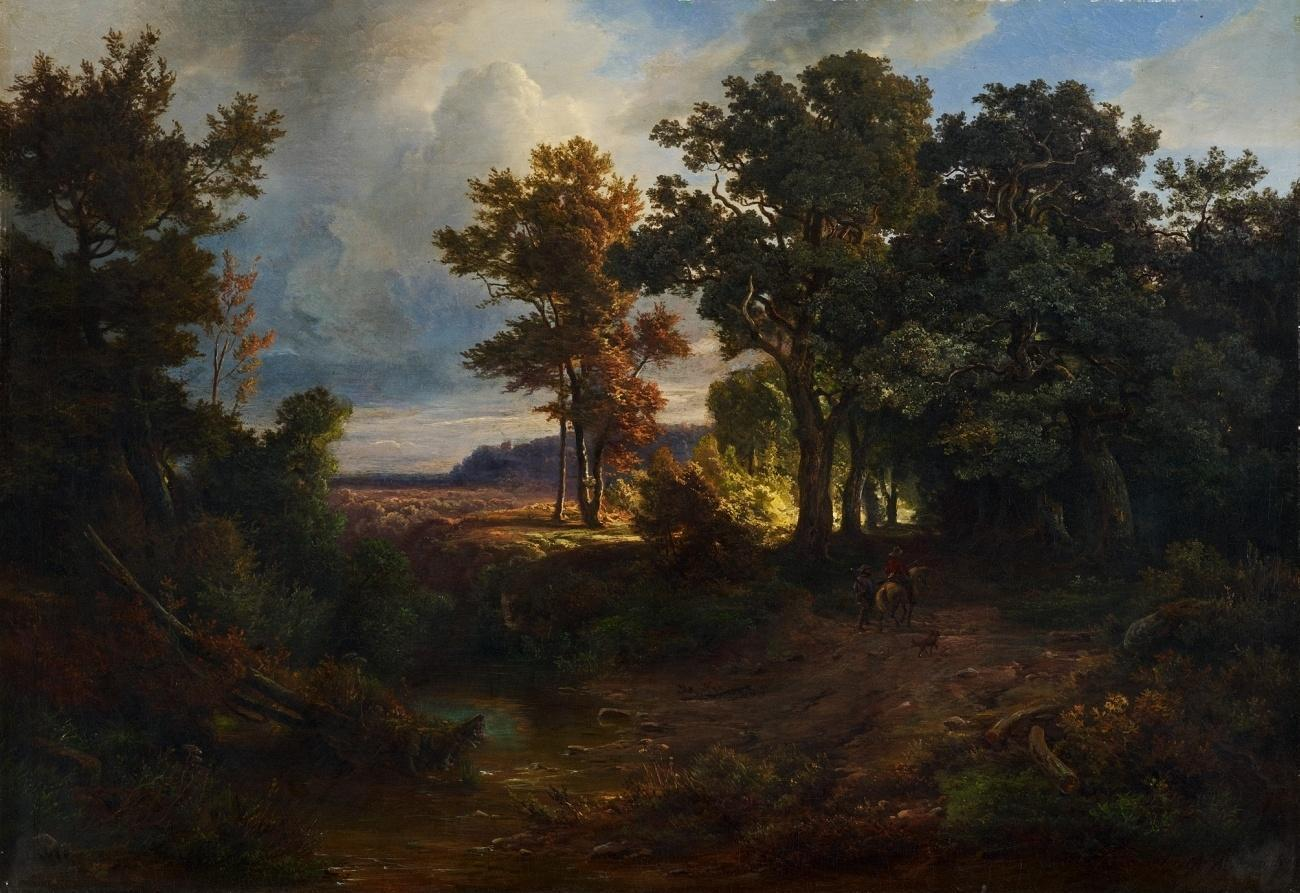
Landschaft mit Waldweg und Reiter ou Paysage avec chemin forestier et cavalier (1849).
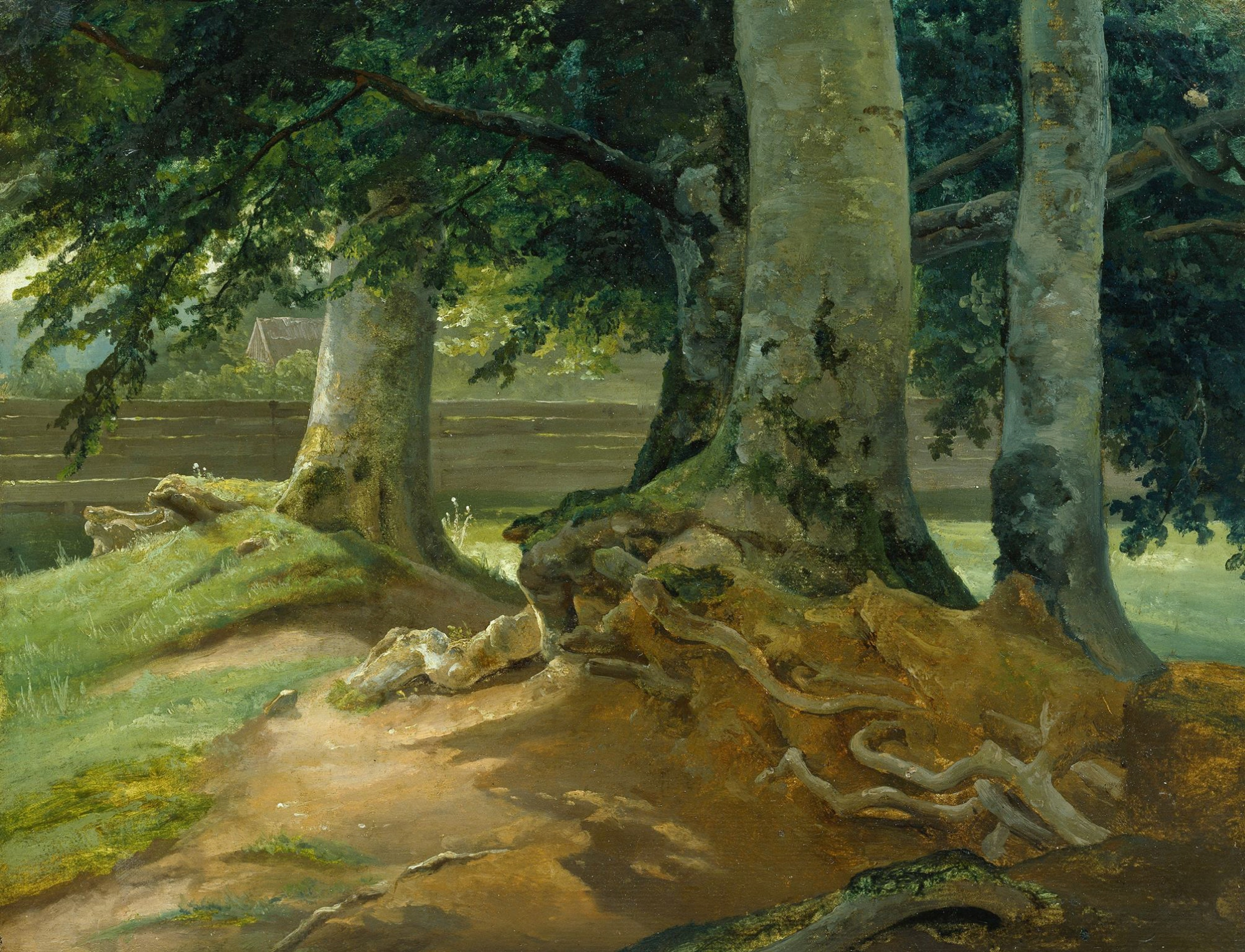
Beech-trees in Frederiksdal near Copenhagen (1828)
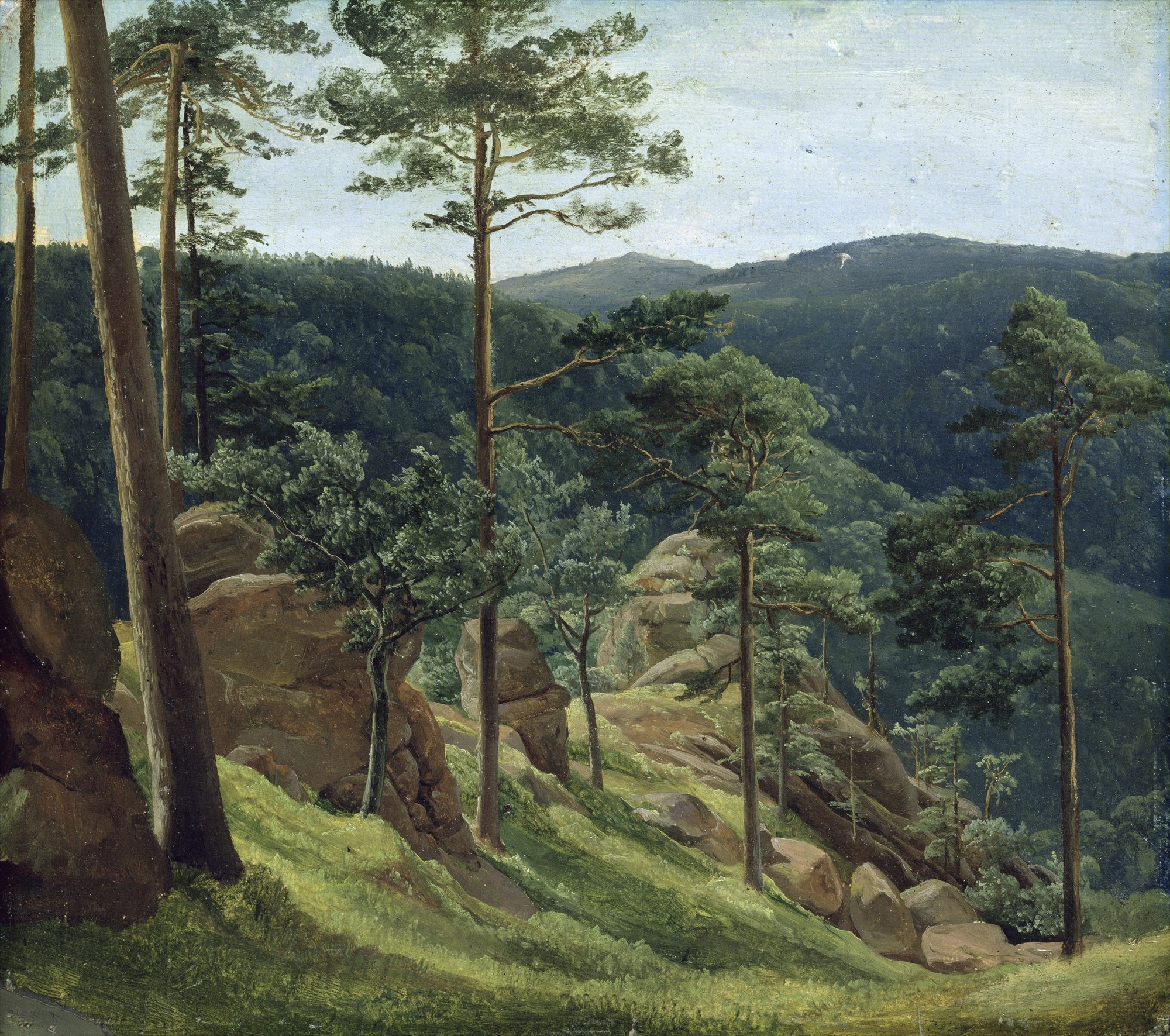
Blick zum Brocken (1829)
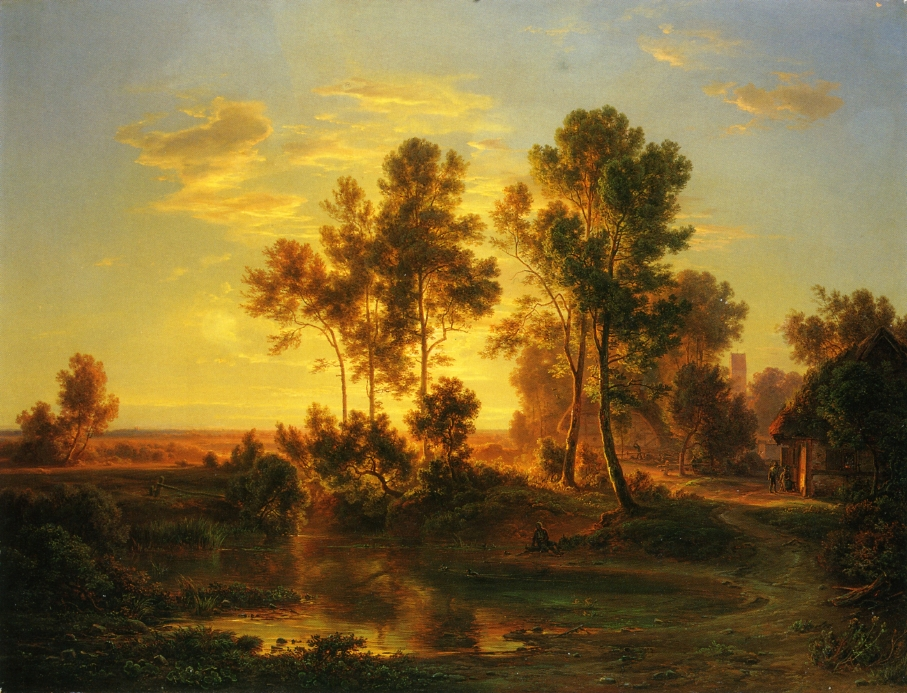
Landscape at dusk (1848)
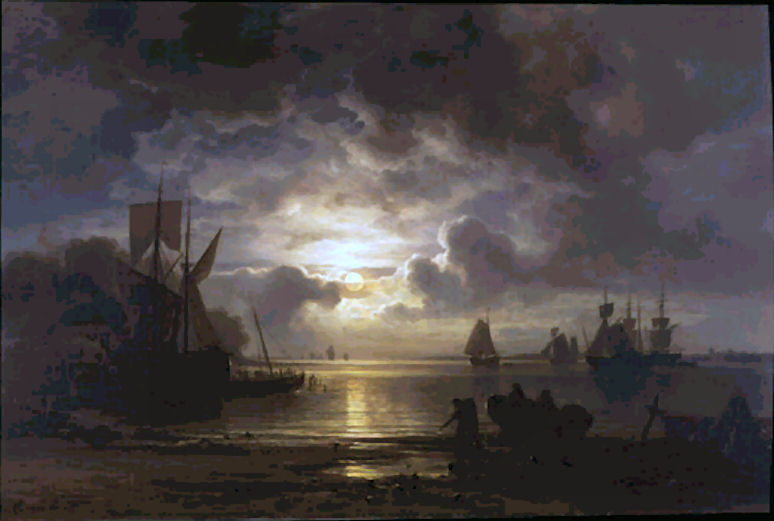
Rising Moon over the river Elbe (probablement 1864)

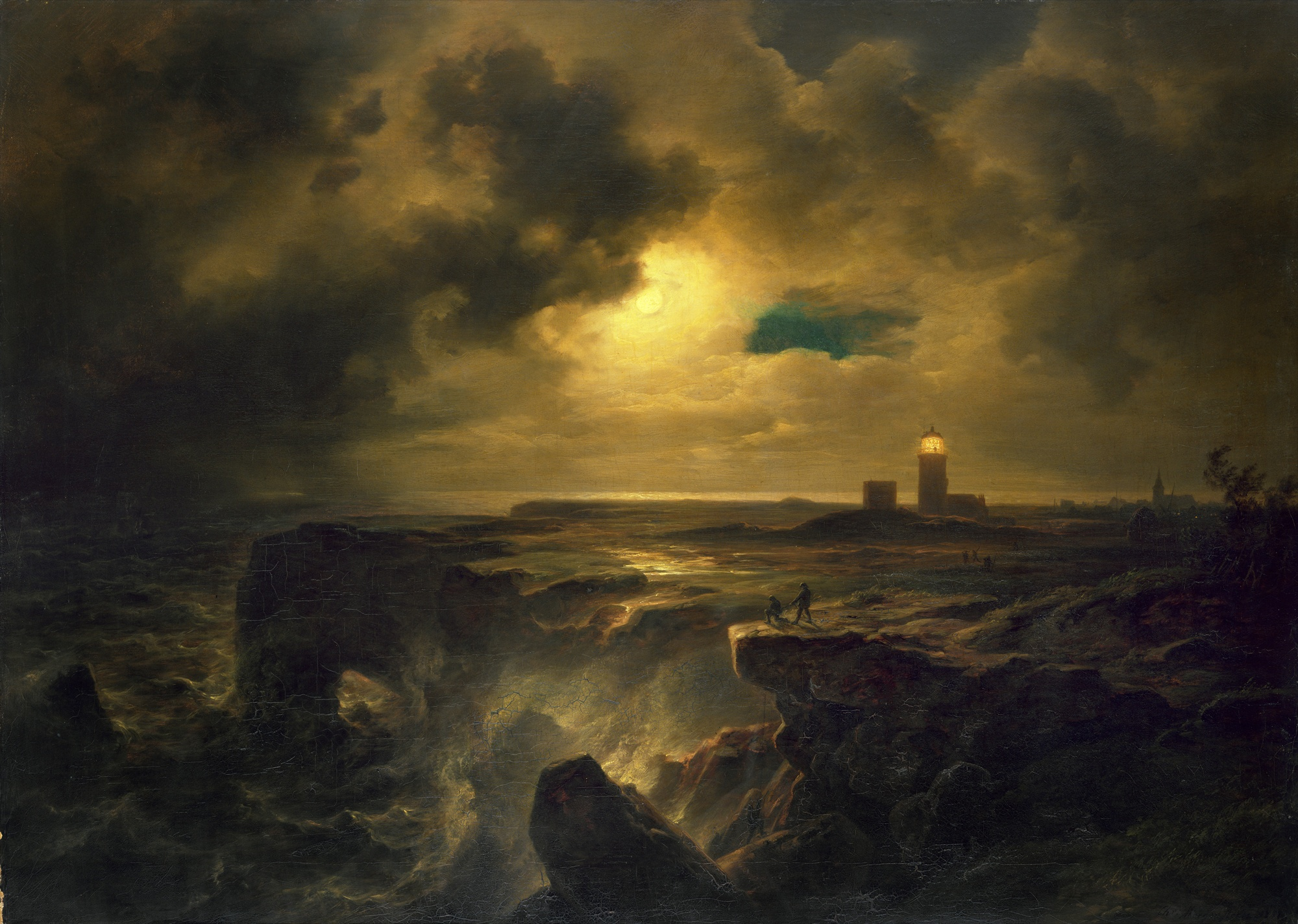
Helgoland im Mondlicht (1851)
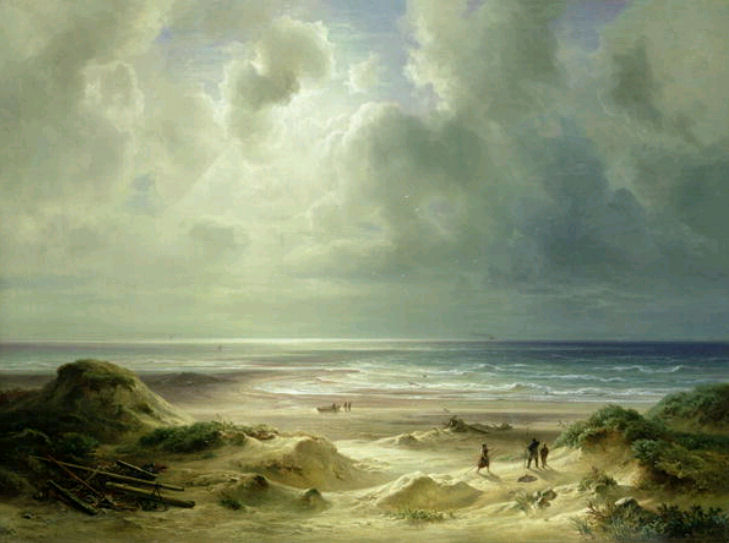
Dünen an der Nordsee
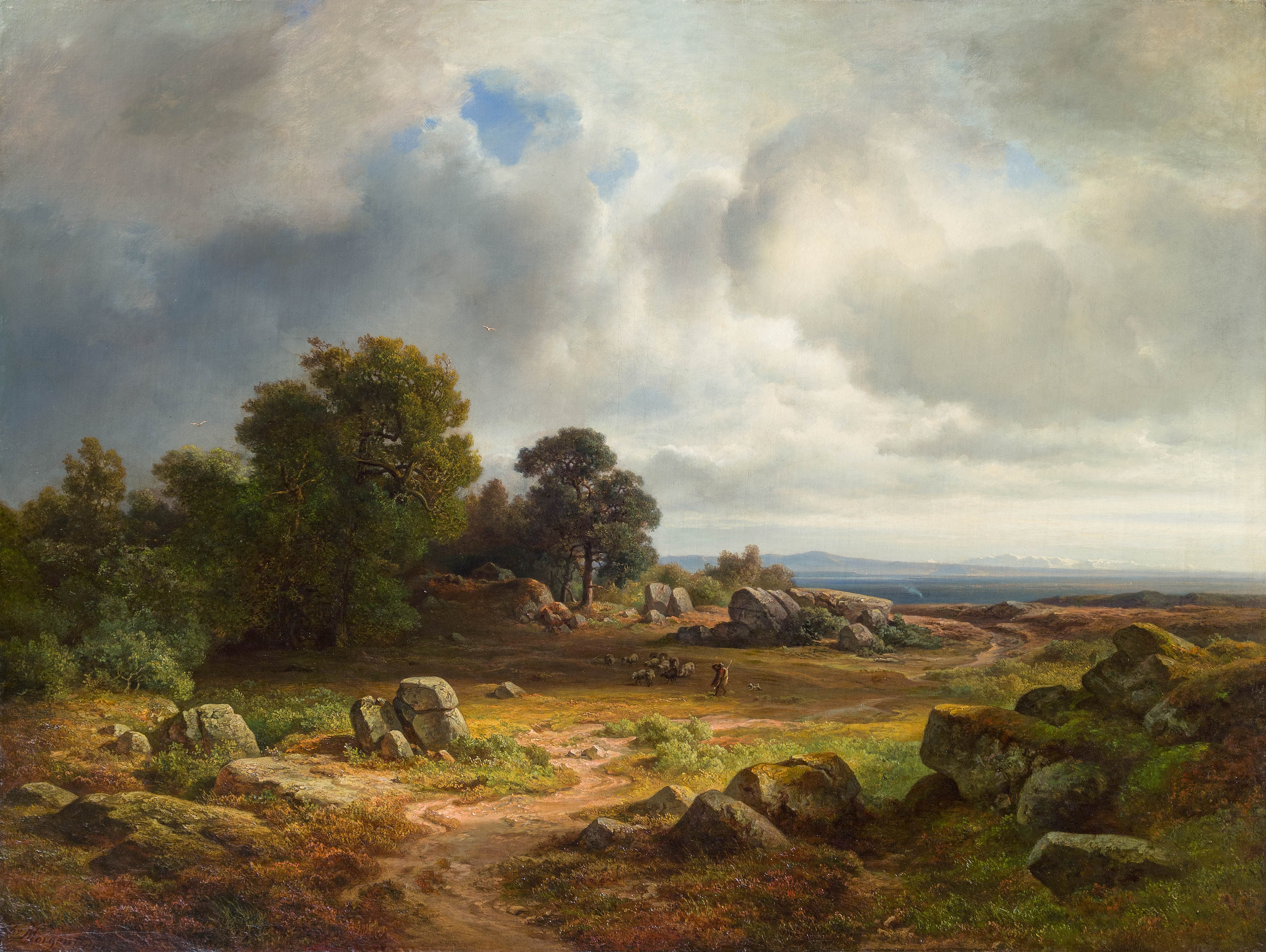
Weite Landschaft mit Schafherde
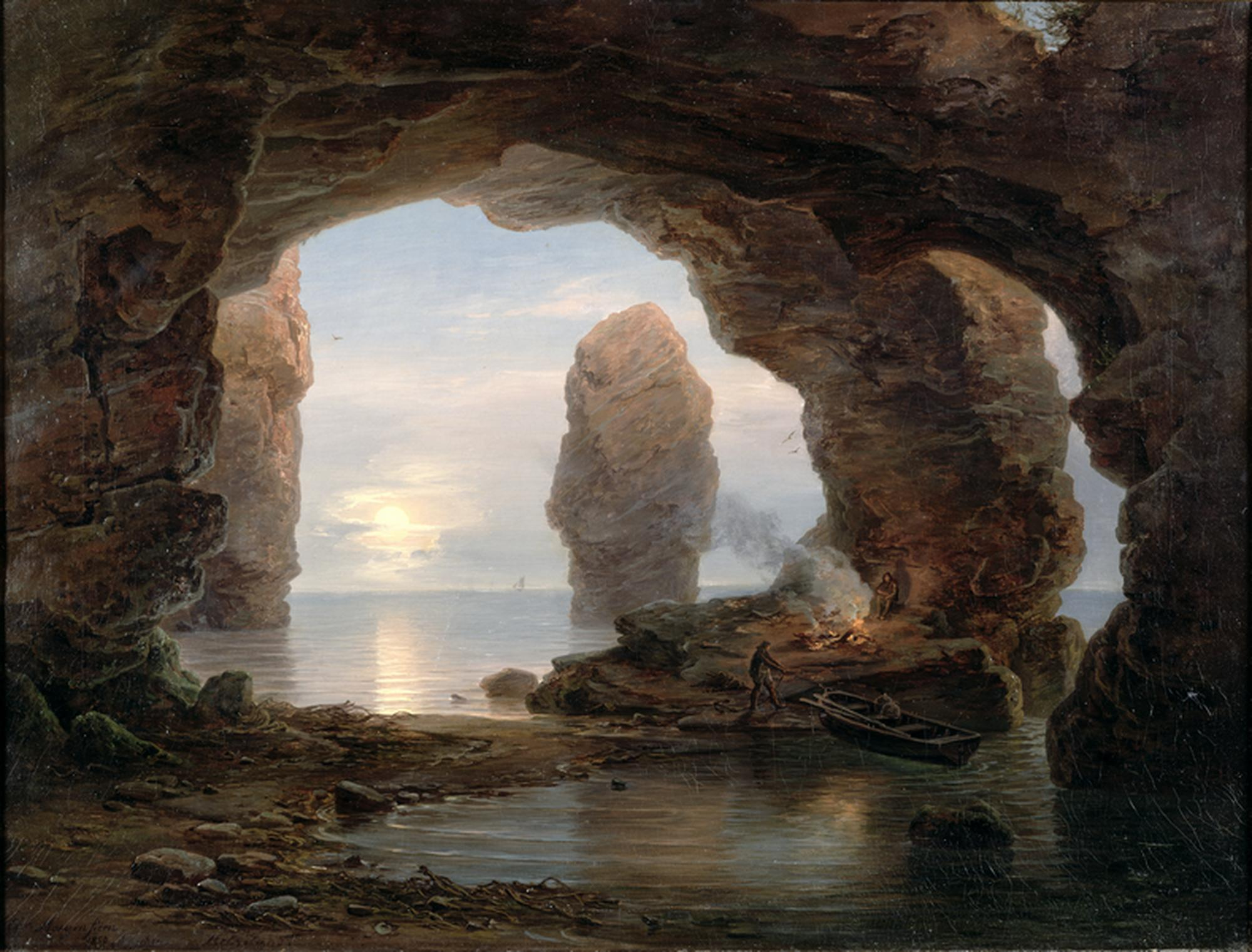
Fischer in einer Grotte, Helgoland
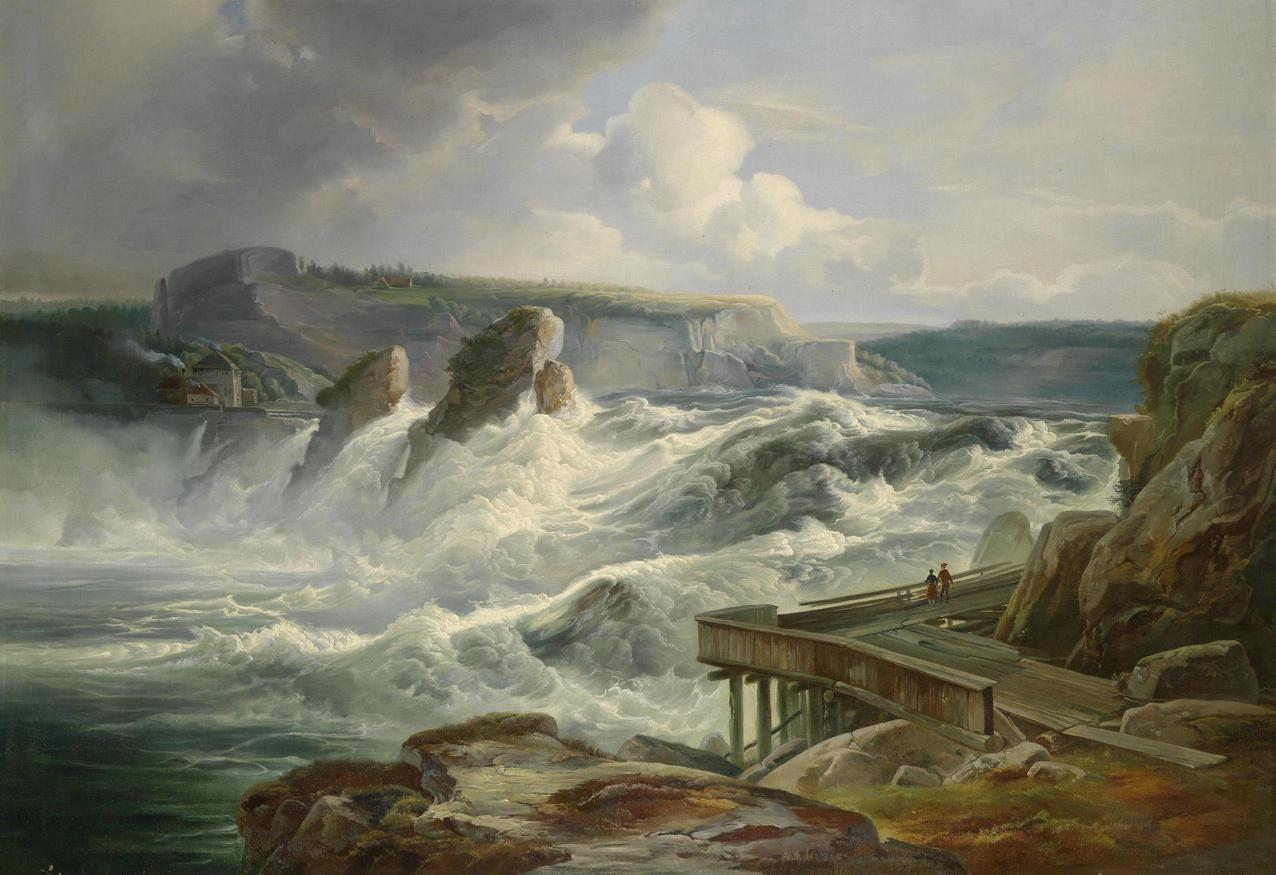
Der Rheinfall bei Schaffhausen